# Moara, Prahova
Moara (mai vechi, Cătunu- Moara) este un sat în comuna Puchenii Mari din județul Prahova, Muntenia, România.
Așezarea este atestată documentar în 1597.
Numele se pare a proveni de la moara de apă de pe pârâul Leaotul. Moara a fost grav avariata si ulterior distrusă în urma operațiunii Tidal Wave, în timpul celui de al Doilea Război Mondial. .
În anii 1980, Moara a intrat în programul de sistematizare rurală, dar a scăpat numai cu câteva case demolate la începutul anului 1989.
Satul Moara are legături de transport în comun cu Ploiești prin gara din comuna Brazi, care este situată la 6,3 km în direcția nord-vest.